# Graffenrieda kralii
Graffenrieda kralii är en tvåhjärtbladig växtart som beskrevs av John Julius Wurdack. Graffenrieda kralii ingår i släktet Graffenrieda och familjen Melastomataceae. Inga underarter finns listade i Catalogue of Life.